# Bulbophyllum helenae
Bulbophyllum helenae là một loài phong lan thuộc chi Bulbophyllum.